# Martin Grech

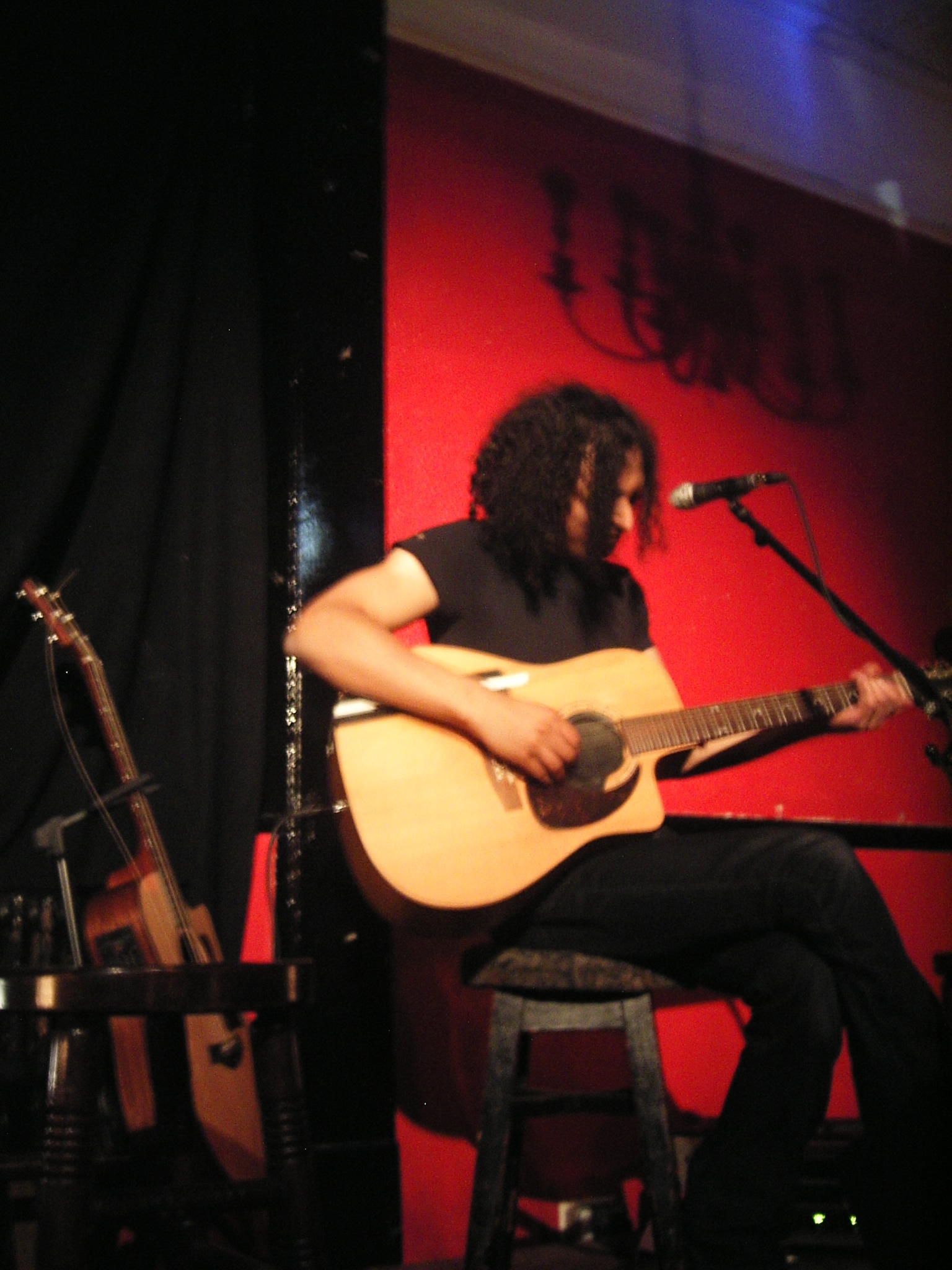
Martin Grech 2005

Martin Grech (* 13. November 1982) ist ein maltesisch-britischer Singer-Songwriter.

## Leben und Karriere
Martin Grech stammt aus Aylesbury, Buckinghamshire. Bekannt wurde er durch sein Stück Open Heart Zoo, welches er im Falsett singt. Nachdem es in England für einen Lexus-Fernsehwerbespott verwendet wurde, erreicht sein erstes Album gleichen Namens Platz 54 der englischen Verkaufscharts. Das Stück hatte Martin Grech schon 1997 geschrieben, das Album erschien 2002. Es wurde von Andy Ross produziert. Sein nächstes Album, Unholy, war düsterer, mit Gothic-Elementen. Das Album-Cover wurde von Stephen Kassner geschaffen. Martin Grech nahm auch an einem Jeff-Buckley-Tribute-Konzert teil.

## Diskografie

### Alben
| Jahr | Titel          | Höchstplatzierung, Gesamtwochen, AuszeichnungChartsChartplatzierungen (Jahr, Titel, Platzierungen, Wochen, Auszeichnungen, Anmerkungen) | Anmerkungen |
| Jahr | Titel          | UK | Anmerkungen |
| ---- | -------------- | --- | ----------- |
| 2002 | Open Heart Zoo | UK54 (3 Wo.)UK | Island      |

Weitere Alben
- 2005: Unholy (Island)
- 2007: March Of The Lonely (Genepool)
- 2010: Meta (digitale Veröffentlichung)
- 2020: Hush Mortal Core (digitale Veröffentlichung)

### Singles
| Jahr | Titel Album         | Höchstplatzierung, Gesamtwochen, AuszeichnungChartsChartplatzierungen (Jahr, Titel, Album, Platzierungen, Wochen, Auszeichnungen, Anmerkungen) | Anmerkungen |
| Jahr | Titel Album         | UK | Anmerkungen |
| ---- | ------------------- | --- | ----------- |
| 2002 | Open Heart Zoo      | UK68 (2 Wo.)UK |             |
| 2003 | Push Open Heart Zoo | UK81 (1 Wo.)UK |             |